# Alex Pereira
Alex Sandro Silva Pereira (født 7. juli 1987) er en brasiliansk professionel MMA-udøver og tidligere kickbokser. Han konkurrerer i øjeblikket i Light Heavyweight -vægtklassen i Ultimate Fighting Championship (UFC), hvor han tidligere var UFC Light Heavyweight-mester og en tidligere UFC-Middleweight-mester. Han er den niende kæmper i UFCs historie, der er blevet mester i to forskellige vægtklasser og den første til at blive mester i både Middleweight- og Light Heavyweight i organisationen. I kickboksning er han en tidligere Glory mester i Middleweight og let Light Heavyweight, og er den første og eneste kæmper, der har haft Glory- titler i to vægtklasser samtidigt. Pereira konkurrerede også i organisationer såsom It's Showtime og SUPERKOMBAT Fighting Championship i kickboksning, og for Jungle Fight og Legacy Fighting Alliance i MMA.  Pereira er den eneste kendte kæmper, der er verdensmester i to vægtklasser i MMA og kickboksning og betragtes som en af de største kampatleter nogensinde.

## Tidlige liv
Da han voksede op i en favela, droppede Pereira ud af ungdomsskolen for at begynde at arbejde som murerassistent  og senere i et dækværksted. Påvirket af sine kolleger begyndte han at drikke og blev til sidst alkoholiker. I 2009 begyndte han at træne kickboksning for at komme ud af sin afhængighed.

## Privatliv
Pereira har to sønner med sin ekskone.
Pereira har stammer fra Pataxó- stammen. Hans kæmpernavn "Poatan" betyder "Stenhænder" på Tupi-sproget, som dog ikke er Pataxós etniske sprog. Kæmpernavnet fik han af hans første kickboksetræner Belocqua Wera, som også var med til at hjælpe Pereira med at opdage hans oprindelige herkomst.
Han har en lillesøster, Aline Pereira, som konkurrerer i Glory og havde sin MMA-debut den 18. november 2022.